# Neomalthusianismo

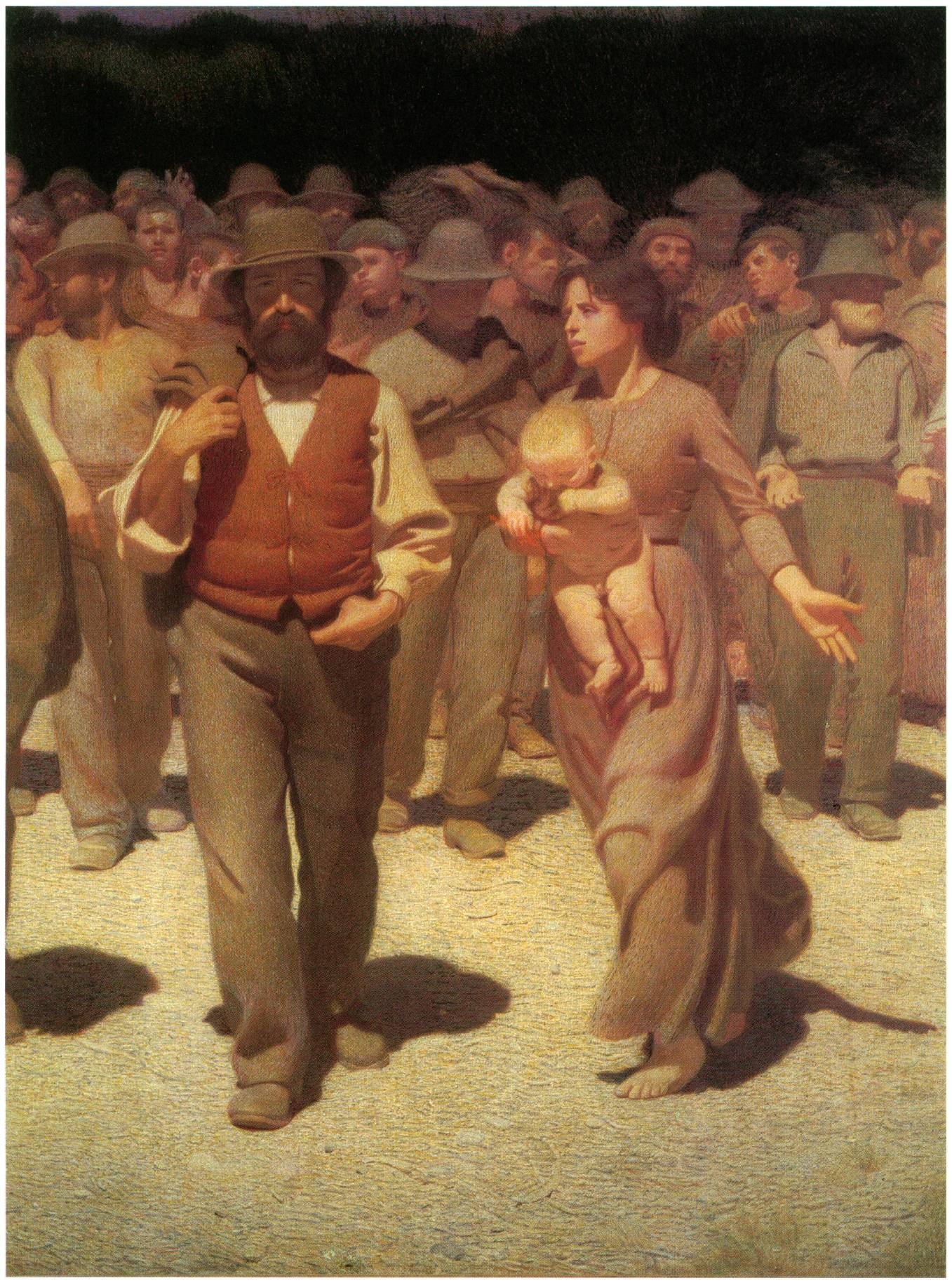
Detalle de la pintura El Cuarto Estado, obra de 1901 de Giuseppe Pellizza da Volpedo (1868-1907). El cuadro está referido al proletariado, proveedor de la prole que necesitaban los Estados para mantener la infantería de los ejércitos (carne de cañón) y la abundante mano de obra necesaria para las fábricas de la revolución industrial.

El neomalthusianismo es una teoría demográfica, social y poblacional que considera el exceso de población de las clases pobres u obreras como un problema para su calidad de vida. El neomalthusianismo nace a finales del siglo XIX y recoge en parte la teoría poblacional de Thomas Malthus -la población crece más que los recursos y puede producirse una catástrofe malthusiana o sobrepoblación, de ahí su nombre-, pero, a diferencia del malthusianismo, considera el problema desde una perspectiva sobre la reducción de la calidad de vida de las numerosas personas pobres y no como un problema de exceso de población subsidiada que afectaría, según Malthus, al Estado y por esa vía a la estabilidad del orden social y sus élites.
Para el neomalthusianismo el problema es el exceso de familias numerosas y la reproducción ilimitada de las clases pobres que les condena a la miseria. Para su solución, propone la toma de conciencia social e individual de la necesidad de la procreación limitada o procreación consciente del proletariado, la separación entre sexualidad y reproducción, la defensa de la maternidad libre, la liberación femenina, la libertad sexual, la promoción de la planificación familiar, el cuidado de los niños así como el uso y difusión de métodos anticonceptivos artificiales.
A diferencia del neomalthusianismo, Thomas Malthus proponía, para solucionar el problema económico que le producía al estado el exceso de población, obstáculos represivos: represión sexual, castidad, retraso del matrimonio así como la inevitable aparición de obstáculos destructivos: hambrunas, epidemias y guerras.
Aunque el neomalthusianismo remite a la corriente ideológica aparecida a mediados del siglo XIX en Estados Unidos e Inglaterra y difundida en Francia -donde tuvo gran auge-, España, Portugal y otros países latinoamericanos asociada al movimiento obrero, puede entenderse, en un sentido muy amplio, como posiciones neomalthusianas aquellas que manifiestan la desproporción de la población en relación con la capacidad del planeta para producir recursos y en general aquellas que proponen, a partir de mediados del siglo XX, contener la población mundial.
El neomalthusianismo estuvo muy asociado a la eugenesia, y gozó de cierta popularidad hasta la llegada de la Segunda Guerra Mundial, momento en que se asoció algunas de estas ideas al fascismo, especialmente por el discurso racial nazi. En la segunda mitad del siglo XX reaparecen posiciones neomalthusianas -en parte provocadas por el auge demográfico de países como China e India- que empezarían a hablar de problemas globales de superpoblación. Carente del marcado discurso obrerista del antiguo neomalthusianismo, esta nueva ola neomalthusiana será una fuente de argumentos supuestamente científicos para movimientos de clase media de países desarrollados como el ecologismo.

## Diferencias entre malthusianismo y neomalthusianismo
Según los defensores del neomalthusianismo, desde la publicación por Malthus en 1798 del Ensayo sobre la población las teorías malthusianas sirvieron a sectores de la burguesía empresarial, a la Iglesia católica y a los diferentes estados para justificar la inevitabilidad de la desigualdad social del proletariado -los proveedores de prole- (algo similar ocurrió con el darwinismo social, una interpretación del libro de biología El origen de las especies de Charles Darwin). Desde finales del siglo XIX el neomalthusianismo, sirviéndose en parte de los argumentos malthusianos, servirá a sectores del llamado movimiento obrero para argumentar en contra de esa inevitable desigualdad social provocada, según ellos, por la existencia de familias muy numerosas abocadas a la miseria.
El neomalthusianismo llevó a cabo una de las primeras reflexiones demográficas sobre las consecuencias de la procreación ilimitada y sin control en un contexto de escasos recursos -escasez de trabajo, bajos salarios, encarecimiento de los alimentos-, apostando por la restricción de la natalidad obrera de manera consciente. El neomalthusianismo surge en el contexto de la revolución industrial, donde la población se vuelve cada vez más urbana y las condiciones de vida y laborales de las clases bajas y pobres (proletariado) son profundamente míseras. El control de la población se ve como la solución para reducir la miseria de las familias numerosas pobres y un mecanismo para permitir la emancipación de la mujer.
En este sentido el educador francés Paul Robin definirá el neomalthusianismo como:

un medio de combatir la pobreza mediante la limitación de los nacimientos hasta que existan las condiciones idóneas que garanticen para los futuros hijos de los obreros una buena educación, una buena organización social y un buen nacimiento.

El neomalthusianismo clásico pretendía resolver principalmente el problema de la miseria de las familias numerosas pobres y la necesidad de promover la procreación consciente y la difusión de métodos anticonceptivos. En ocasiones el neomalthusiano contenía principios que hoy llamaríamos ambientalistas -los recursos eran escasos para una población en aumento y era necesaria verdadera armonía humana con el medio natural- feministas -emancipación de la mujer en condiciones de igualdad con el hombre y maternidad libre- y catastrofistas -un aumento ilimitado de la población abocaba al caos social, a la miseria y a la guerra-.
El neomalthusianismo más politizado promovía:

### Separación de sexualidad y procreación - Maternidad libre

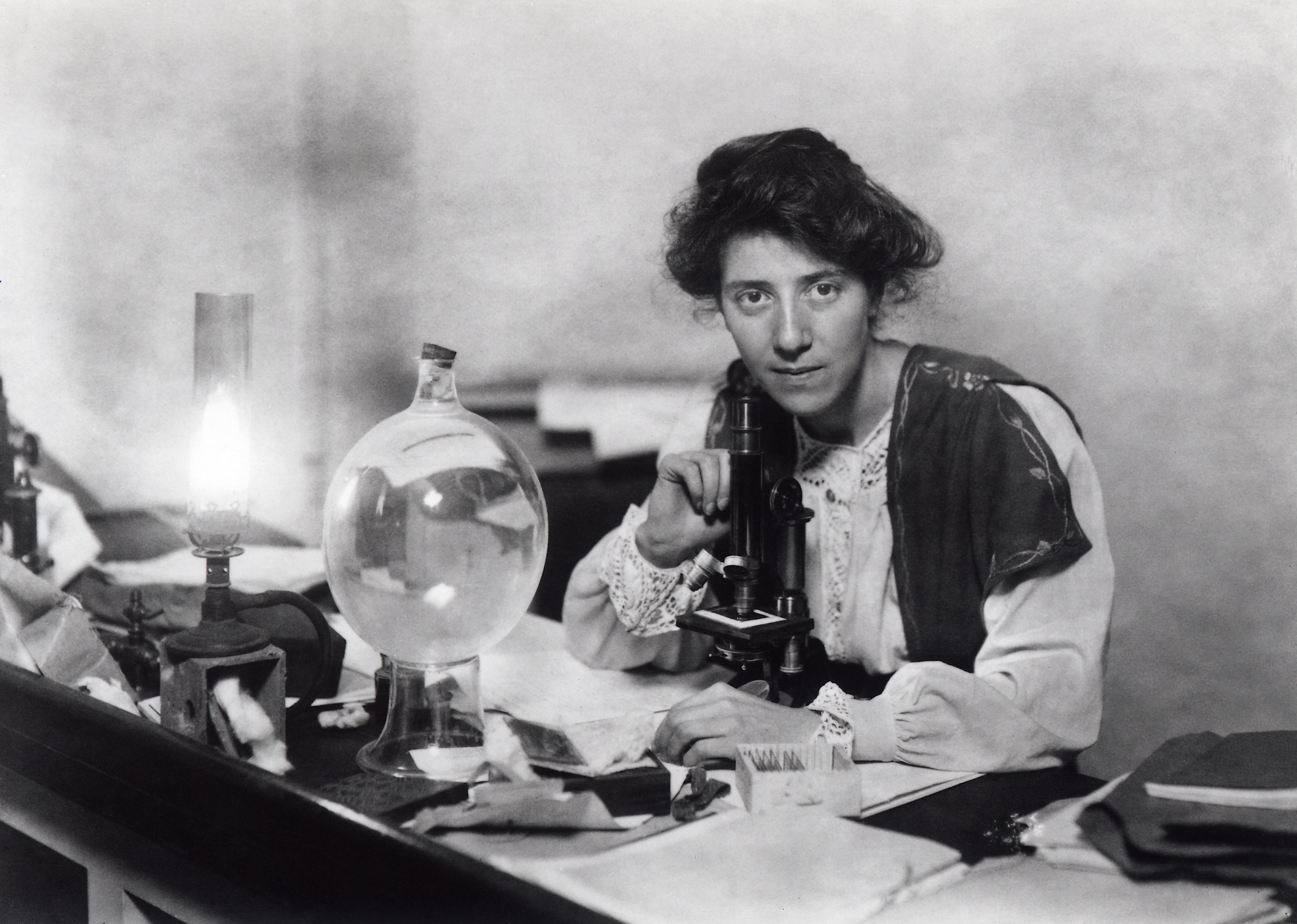
Marie Stopes en su laboratorio en 1904. La paleobotánica y defensora de los derechos de la mujer fue pionera en la apertura de clínicas para el control de la natalidad.

Las ideas de emancipación de la mujer implicaban la asunción de igualdad de derechos -laborales y sociales- y, como mujer la reivindicación de un papel autónomo, tanto en la relación matrimonial, en la sexualidad como en la maternidad, exigiendo la maternidad libre -o derecho a una procreación elegida- para lo que era necesario tanto un cambio en los comportamientos sociales, la normativa legal y la difusión y uso de métodos anticonceptivos. Dos de las voces tradicionales de esta reivindicación son Emma Goldman y Margaret Sanger, quienes al igual que la paleobotánica Marie Stopes reivindicaban la accesibilidad a los métodos anticonceptivos.

### Huelga de vientres - ambientalismo y protoecologismo
La existencia de familias numerosas pobres (pertenecientes a las clases bajas y al proletariado) es la garantía de la perpetuación de la miseria y solo sirven para producir masivamente carne de cañón para las guerras, carne de explotación para las fábricas, pobres y delincuentes para las cárceles y enfermos y locos para los hospitales y manicomios, además de ser el caldo donde se nutre la prostitución. Desde esa posición se hace un llamamiento a la huelga de vientres.

### Difusión de métodos anticonceptivos - procreación consciente
Para un efectivo control de la natalidad -procreación consciente o responsable de una generación consciente- se hacía necesario educar y facilitar el acceso a los métodos contraceptivos. Para ello se fundan las Ligas de la Regeneración Humana, organizaciones neomalthusianas que difunden sus ideas y promueven la utilización y el acceso a los métodos anticonceptivos.

## Historia

### Precursores y Malthusian League de 1877
Se considera iniciadores de esta teoría neomalthusiana al reformador francés Francisco Place autor de la obra Ilustración y pruebas del principio de población de 1822, a Robert Dale Owen, autor de Fisiología moral de 1831, libro en el que se detallaban los distintos métodos anticonceptivos de la época, los hermanos Drysdale (Charles Drysdale autor de The Population Question y George Drysdale, autor de Elementos de Ciencia Social, obra de 1854 en la que se muestra un gran interés por la vinculación entre mente y materia, libro de gran éxito en la época victoriana), fundadores en el año 1877 en Inglaterra de la Liga Malthusiana (Malthusian League) y de su periódico The Malthusian.

### Grupo de Chicago
El grupo de Chicago también es considerado un precursor del neomalthusianismo. Estuvo asociado a la Federación Universal de la Liga de la Regeneración Humana y tenía como periódico a The Lucifer. Fueron miembros del grupo Moses Harman y su hija Lillian Harman, Ezra Heywood, el médico Foote y su hijo E.C. Walker y la gran activista Ida Craddock. Será posteriormente cuando Margaret Sanger y Emma Goldman, a través de conferencias y el periódico anarquista Mother Earth consigan el derecho a la maternidad libre.

### 1896 - Liga de la Regeneración Humana de Francia
Paul Robin funda en 1896 la Liga de la Regeneración Humana de Francia cuya presidencia de honor ostentó el inglés George Dryslale, autor de Elementos de Ciencia Social, libro de 1854 que será referencia para el neomalthusianismo francés y español. La Liga de la regeneración humana será disuelta en 1908. Eugene Humbert y Jeanne Humbert fueron dos de los líderes del movimiento que continuaron la difusión de las ideas neomalthusianas y de los métodos anticonceptivos, incluso después de haber sido prohibidos por ley en 1920. Su activismo les valió varias estancias en la cárcel. Eugene Humbert fue director de la revista Génération Consciente, denominado Órgano de propaganda para la limitación voluntaria de nacimientos (Organe de propagande pour la limitation volontaire des naissances, Néo-Malthusianisme).

### 1900 - Federación Universal de la Liga de la Regeneración Humana
En 1900 se funda clandestinamente en París la Federación Universal de la Liga de la Regeneración Humana, 'liga neomalthusiana promaternidad consciente y libre', en el domicilio parisino del anarquista catalán Francisco Ferrer Guardia, con la asistencia de Paul Robin, Charles Drysdale, la anarquista lituana Emma Goldman y el médico holandés Johannes Rutgers (1850-1924).

### 1904 - Sección española de la Federación Universal
En 1904 se funda en Barcelona la Sección española de la Federación Universal de la Liga de la Regeneración Humana con la presencia de Luis Bulffi de Quintana y la feminista Nelly Roussel (1878-1922), entre otros.

### Extensión del neomalthusianismo ibérico por América
Desde España y Portugal se extendió el neomalthusianismo por América Latina y Estados Unidos y continuó de manera autónoma por Argentina, Uruguay y Brasil.

#### 1906 - Huelga de vientres - Luis Bulffi de Quintana
El médico español Luis Bulffi de Quintana editó, a partir de 1904 la revista neomalthusiana Salud y Fuerza que llevaba como lema Procreación consciente y limitada. Revista mensual ilustrada de la Liga de Regeneración Humana y en 1906 publicó su ensayo más conocido, Huelga de vientres, que llegó a alcanzar la sexta edición en 1909. Fue detenido y encarcelado por propaganda neomalthusiana.

### 1905 - Neomalthusianismo en Italia
En el año 1905 tuvo lugar un debate entre las tesis en pro y en contra del neomalthusianismo en los medios
anarquistas italianos. La biblioteca del periódico Il Pensiero de Roma, que dirigían Pietro Gori y Luigi Fabbri, editó la obra de Faure Il problema de la popolazione. Hubo difusión y publicidad de métodos anticonceptivos. En el periódico socialista Avanti! aparecieron las teorías neomalthusianas -texto de Guido Prodecca sobre el amor libre- y en los medios anarquistas de Bolonia se debatió, con la participación del anarquista belga residente en Italia, Giacomo Mesnil, el problema de la superpoblcación.

#### 1928 - Liga Mundial para la Reforma Sexual
Liga Mundial para la Reforma Sexual sobre Bases Científicas (nombre completo en alemán: Weltliga für Sexualreform auf sexualwissenschaftlicher Grundlage; en inglés: World league for sexual reform on scientific basis) fue una asociación creada en 1928, durante un congreso sobre la reforma sexual realizado en Copenhague. Los directores de la liga fueron el alemán Magnus Hirschfeld, el británico Havelock Ellis y el suizo Auguste Forel.

#### 1932 - Liga Española para la reforma sexual
El Dr. Gregorio Marañón presidió la "Liga Española para la Reforma Sexual sobre Bases Científicas fue fundada en 1932. Hildegart Rodríguez Carballeira fue secretaria. La Liga Española para la Reforma Sexual fue una  sección de la Liga Mundial para la Reforma Sexual. Durante la Segunda República Española se produjeron avances importantes, y reformas legislativas como la Ley de Divorcio de 1932.

### Publicaciones del movimiento neomalthusiano internacional
- Régénération - Revista de la Liga de la Regeneración Humana de Francia.[19]
- Génération Consciente - Revista del 'Groupe de Génération Consciente Francia.[3]
- The Malthusian - Revista de la Liga neomalthusiana de Inglaterra.
- Sozial Harmonie - Revista de la Liga neomalthusiana en Stuttgart.
- Het Gelukkig Huisgezin - Revista de la Liga holandesa de La Haya.
- Lucifer (The Light Bearer) - Periódico neomalthusiano de Chicago (Estados Unidos)
- Salud y Fuerza - Revista y editorial neomalthusiana de Barcelona (España).

## Neomalthusianismo en la segunda mitad del siglo XX
En la segunda mitad del siglo XX reaparecen posiciones neomalthusianas -en parte provocadas por el auge demográfico de países como China e India- que alertarían de supuestos problemas globales de la superpoblación. El neomalthusianismo de la segunda mitad del siglo XX -aunque no se califica de esa manera- se caracteriza por una visión global del planeta en el que se advierte de los peligros de la superpoblación y de la escasez de recursos.

### 1968 - La explosión demográfica - Paul R. Ehrlich
El libro de Paul R. Ehrlich La explosión demográfica (Population Bomb) (1968), de corte neomalthusiano, ha jugado un papel importante en el movimiento ecologista de los años 1960 y 1970 y ayudó a proporcionar una justificación para la investigación y desarrollo de métodos anticonceptivos. Paul R. Ehrlich es miembro de la organización Population Matters que promueve el control de la población.

### 1972 - Los límites del crecimiento - Club de Roma
Muchos modelos de crecimiento y agotamiento de los recursos tienen una inspiración malthusiana: la tasa de consumo de energía superará la capacidad de encontrar y producir nuevas fuentes de energía por lo que se producirá una crisis que podría unirse a una crisis por el suministro de alimento si la población sigue creciendo. En este sentido se incluye el informe encargado por el Club de Roma Los límites del crecimiento y organizaciones como Optimum Population Trust.

### 1995 - Capacidad de carga - Joel E. Cohen
También pueden considerarse neomalthusianos al profesor Joel E. Cohen, de la Universidad Rockefeller, creador de la expresión capacidad de carga (referida al límite de la sostenibilidad de la producción) y a Samuel P. Huntington, en relación con el crecimiento de la población islámica como causa de conflictos.

## Críticas al neomalthusianismo

### Críticas de la época
- La organización católica española Comité de Defensa Social denunció reiteradamente las actividades y propaganda del neomalthusianismo. El Comité de Defensa Social estaba presidido por el cardenal Casañas y el aristócrata, empresario y banquero Antonio López y López, marqués de Comillas. Las posiciones poblacionistas nacionalistas -natalistas- eran habituales en el contexto histórico de los siglos XVIII hasta mediados del XX. Se considera un baluarte y riqueza nacional una población abundante y numerosa disponible tanto para la infantería del ejército como de mano de obra agrícola y fabril -así, por ejemplo, el mensaje demográfico de Mussolini, en el que la elevada natalidad era un deber patriótico-.[7]
- La teoría de Malthus fue refutada por economistas y sociólogos de las más distintas escuelas, y, sobre todo, por los hechos ya que la estadística prueba que no es cierto que la población crezca en progresión geométrica e incluso es posible el decrecimiento. Las subsistencias han crecido en una proporción mucho mayor a lo indicado por Malthus. La productividad y capacidad industrial y agrícola ha aumentado enormemente.[24]
- Sus críticos la consideraban una doctrina perniciosa cuya difusión debía ser evitada: además el Estado debe velar por la maternidad en la mujer, haciendo inversamente proporcional el impuesto de sucesión al número de hijos, favoreciendo en materia fiscal a las familias numerosas, sobre todo tratándose de impuestos indirectos, concediendo premios a los matrimonios con numerosos hijos, rehabilitando la consideración del trabajo manual, suprimiendo la dote de las hijas y combatiendo la inmoralidad y reprimiendo enérgicamente la propaganda de ideas neomalthusianas, como lo hizo Bélgica en 1908, impidiendo la tolerancia que con ellas tienen los tribunales de justicia y restableciendo el sentido religioso de la vida y el imperio de la moral católica que prescriben la dignidad en el matrimonio, condenan el vicio de Onán y conservan como un mandato divino la multiplicación de la especie y la vida por el trabajo, así como aconsejan el sacrificio individual en aras del interés social.[24]
- Un crítico de la teoría neomalthusiana fue Lenin, el líder del Partido Bolchevique y el principal arquitecto de la Unión Soviética.[25]

### Otras críticas
- Se considera neomalthusianas las políticas de control de natalidad radicales de la India (1952) y China, así como de otros muchos países menos poblados y son criticadas desde grupos sociales y religiosos contrarios a la difusión de métodos anticonceptivos, prácticas abortivas, etc.[26]
- Se asocia la esterilización forzosa y la eugenesia a posiciones neomalthusianas aunque desde el neomalthusianismo se defienden alegando que las posiciones eugenésicas, aparecidas en Estados Unidos en 1907 y posteriormente durante el nazismo de Hitler nada tienen que ver con las posiciones neomalthusianas de control de la natalidad y más que ver con eugenismo racista o clasista -esterilización de pobres o grupos étnicos considerados inferiores-. Así lo atestiguaría, según indica Eduard Masjuan Bracons en su libro La ecología humana en el anarquismo ibérico por ejemplo, las declaraciones de Luis Bulffi en oposición al eugenismo.[11]
- Se critican por neomalthusianos los fines de la Fundación Gates y la Fundación Rockefeller.[27]